# Winston-Salem Cycling Classic Women 2019
La 6e édition de la Winston-Salem Cycling Classic Women a eu lieu le 27 mai 2019. La course fait partie du calendrier international féminin UCI 2019 en catégorie 1.1. Elle est remportée par l'Américaine Leigh Ann Ganzar.

## Présentation

### Équipes
| Équipes féminines professionnelles (6)- Astana Women's - Cogeas-Mettler - Hagens Berman-Supermint - Rally UHC Cycling Women - Sho-Air Twenty20 - Tibco-Silicon Valley Bank Équipe féminines amateur (13)- Colavita-Bianchi - CWA Racing p/b Trek - DNA Pro Cycling - Durango-Specialized-IED - Fast Chance Women's Cycling - Fearless Femme Racing - Gray Goat Bullseye - Levine Law Group p/b Husbey.com - Milligan Elite Women's Cycling p/b Ortho Carolina - RoxSolt Attaquer - Specialized Wolfpack p/b Jakroo - Team Colombia - Unknown Racing p/b Sunbelt Rentals |
| |

## Récit de la course
À environ quinze kilomètres de l'arrivée, un groupe de dix coureuses sort. Au début du dernier tour, Leigh Ann Ganzar attaque. Dans le final, Chloe Dygert et Arlenis Sierra tente de revenir sur la tête, mais Ganzar s'impose.

## Classements

### Classement final
| \| Classement général \| Classement général \| Classement général \| Classement général \| Classement général \| \| Coureuse \| Coureuse \| Pays \| Équipe \| Temps \| \| ------------------ \| ------------------ \| ------------------ \| ------------------------------------ \| ------------------ \| \| 1re \| Leigh Ann Ganzar \| États-Unis \| Hagens Berman-Supermint \| 2 h 35 min 35 s \| \| 2e \| Arlenis Sierra \| Cuba \| Astana Women's Team \| + 5 s \| \| 3e \| Chloé Dygert \| États-Unis \| Sho-Air Twenty20 \| + 6 s \| \| 4e \| Emily Herfoss \| Australie \| CWA Racing p/b Trek \| + 20 s \| \| 5e \| Sara Bergen \| Canada \| Rally Cycling \| + 20 s \| \| 6e \| Lily Williams \| États-Unis \| Hagens Berman-Supermint \| + 20 s \| \| 7e \| Lauren Stephens \| États-Unis \| Tibco-Silicon Valley Bank \| + 28 s \| \| 8e \| Deborah Paine \| Nouvelle-Zélande \| Cogeas-Mettler-Look Pro Cycling Team \| + 29 s \| \| 9e \| Edwige Pitel \| France \| Cogeas-Mettler-Look Pro Cycling Team \| + 32 s \| \| 10e \| Shayna Powless \| États-Unis \| Sho-Air Twenty20 \| + 1 min 08 s \| |                  |                  |                                      |                 |
| |                  |                  |                                      |                 |
| Source : ProCyclingStats |                  |                  |                                      |                 |
| Classement général |                  |                  |                                      |                 |
| Coureuse | Coureuse         | Pays             | Équipe                               | Temps           |
| 1re | Leigh Ann Ganzar | États-Unis       | Hagens Berman-Supermint              | 2 h 35 min 35 s |
| 2e | Arlenis Sierra   | Cuba             | Astana Women's Team                  | + 5 s           |
| 3e | Chloé Dygert     | États-Unis       | Sho-Air Twenty20                     | + 6 s           |
| 4e | Emily Herfoss    | Australie        | CWA Racing p/b Trek                  | + 20 s          |
| 5e | Sara Bergen      | Canada           | Rally Cycling                        | + 20 s          |
| 6e | Lily Williams    | États-Unis       | Hagens Berman-Supermint              | + 20 s          |
| 7e | Lauren Stephens  | États-Unis       | Tibco-Silicon Valley Bank            | + 28 s          |
| 8e | Deborah Paine    | Nouvelle-Zélande | Cogeas-Mettler-Look Pro Cycling Team | + 29 s          |
| 9e | Edwige Pitel     | France           | Cogeas-Mettler-Look Pro Cycling Team | + 32 s          |
| 10e | Shayna Powless   | États-Unis       | Sho-Air Twenty20                     | + 1 min 08 s    |

### Points UCI
| Position           | 1er | 2e | 3e | 4e | 5e | 6e | 7e | 8e | 9e | 10e | 11e | 12e | 13e à 15e | 16e à 25e |
| Classement général | 125 | 85 | 70 | 60 | 50 | 40 | 35 | 30 | 25 | 20  | 15  | 10  | 5         | 3         |